# Meridiano 157 oeste
El meridiano 157 oeste de Greenwich es una línea de longitud que se extiende desde el Polo Norte atravesando el océano Ártico, América del Norte, el océano Pacífico, el océano Antártico y la Antártida hasta el Polo Sur.
El meridiano 157 oeste forma un gran círculo con el meridiano 23 este.
Comenzando en el Polo Norte y dirigiéndose hacia el Polo Sur, el meridiano 157 oeste pasa a través de:
| Coordenadas                         | País, territorio o mar | Notas                                                         |
| ----------------------------------- | ---------------------- | ------------------------------------------------------------- |
| 90°0′N 157°0′O / 90.000, -157.000   | Océano Ártico          |                                                               |
| 71°12′N 157°0′O / 71.200, -157.000  | Estados Unidos         | Alaska                                                        |
| 56°54′N 157°0′O / 56.900, -157.000  | Océano Pacífico        |                                                               |
| 56°33′N 157°0′O / 56.550, -157.000  | Estados Unidos         | Alaska - Sutwik Island                                        |
| 56°32′N 157°0′O / 56.533, -157.000  | Océano Pacífico        | Pasa justo al oeste de Semidi Islands, Alaska, Estados Unidos |
| 21°11′N 157°0′O / 21.183, -157.000  | Estados Unidos         | Hawái - Isla Molokai                                          |
| 21°5′N 157°0′O / 21.083, -157.000   | Océano Pacífico        | Kalohi Channel                                                |
| 20°56′N 157°0′O / 20.933, -157.000  | Estados Unidos         | Hawái - Isla Lanai                                            |
| 20°50′N 157°0′O / 20.833, -157.000  | Océano Pacífico        |                                                               |
| 60°0′S 157°0′O / -60.000, -157.000  | Océano Antártico       |                                                               |
| 77°20′S 157°0′O / -77.333, -157.000 | Antártida              | Dependencia Ross, reclamada por Nueva Zelanda                 |